# غرامات التأخير
المصطلح «غرامات التأخير» /dɪˈmɜːrɪdʒ/ من demeurage الفرنسية القديمة، من demeurer -البقاء ضمن - التريث- نشأت ضمن استئجار سفينة وتشير إلى الفترة التي تكون فيها السفينة في حيازة المستأجر بعد فترة السماح التي تكون عادة فترة تحميل وتفريغ البضائع ( Laytime ). بالتوسع بالمعنى ، يشير مصطلح غرامات التأخير إلى الرسوم التي يدفعها المستأجر لمالك السفينة مقابل التأخر في التحميل / التفريغ للبضائع
.  رسمياً ، تعد غرامات التأخير شكلاً من أشكال التعويضات المقطوعة لخرق فترة السماح كما هو مذكور في العقد الحاكم (الطرف المستأجر). يؤدي التأخير أحيانًا إلى خسارة البائع لأنه يزيد من تكلفة إجمالي الشحنة.
معكوس التأخير هو الإنجاز المبكر (ديباتش) . إذا كان المستأجر يتطلب استخدام السفينة لفترة أقل من الوقت المسموح به ، قد يطلب الطرف المستأجر من مالك السفينة دفع دي باتش عن الوقت الموفر.

## الشحن
في استئجار السفن التجارية ، يعد التأخير تكلفة إضافية تمثل الأضرار المقطوعة للتأخير. وهو يحدث عندما تمنع السفينة من تحميل أو تفريغ البضائع ضمن فترة السماح Laytime (انظر تأجير السفن : في ظل الاتفاق بين الأطراف). في صناعة النفط ، يشير إلى الوقت الزائد الذي يستغرقه التفريغ أو التحميل ، حسب الحالة ، يزيد عن الوقت المسموح به. Laytime هو المصطلح المستخدم لتحديد الوقت المسموح به لإجراء العملية. يتم استيفاء التأخير لمدة أقل من الوقت المخصص (إن وجد). يجب على ربان السفينة إعطاء إشعار الجاهزية (NOR) إلى المستأجر عند وصول السفينة إلى ميناء التحميل أو التفريغ. يخطر اشعار الجاهزية المستأجر أن السفينة جاهزة للتحميل أو التفريغ. يحدد تاريخ ووقت NOR متى يبدأ حساب الوقت. 
في نهاية الإقامة في الميناء ، يضع وكيل الميناء بيان الوقائع ، يحدد سجل الأحداث أثناء إقامة السفينة في الميناء. يمكّن بيان الوقائع من إعداد جدول زمني وتوقيعه من قبل الربان والشاحن أو مستلم الشحنة. تتيح ورقة الوقت حساب الوقت ، وبالتالي يتم حساب رسوم التأخير أو الإنجاز المبكر. 

## نقل الحاويات
نظرًا لأن شحن حاوية إلى تاجر له طبيعة مشابهة لعقد شحن سفينة إ ، تشير الصناعة إلى استخدام هذه الحاوية بعد الوقت المسموح به كغرامة للحاويات. عادة ما يمنح هذا الاستخدام الإضافي مورد الحاوية (عادةً ما يكون ناقل الشحن) للمطالبة بالدفع من التاجر.
من حيث المبدأ ، يمكن اعتبار أن التشابه بين غرامات السفن وغرامات الحاويات هو الصحيح لأن كليهما يشيران إلى نفس المفهوم ، وهو إعادة المعدات المتأخرة من طرف إلى آخر لغرض نقل البضائع. ومع ذلك ، فإن النظام الفعلي لغرامات التأخير في الحاويات ما زال يتعين تحديده بدقة.
في نقل الحاويات ، يتم منح العملاء فترة محددة في عقدهم لإفراز (تفريغ) تسليم الحاويات. عادة ما تكون الأوقات المقبولة للتبديل بين 3 و 4 ساعات ؛ الوقت الذي يقضيه في الموقع بعد ذلك يعتبر «غرامات التأخير». عادة ما تفرض شركة النقل رسومًا لكل ساعة بعد الساعة المسموح بها.
يمكن أن يشير التأخير أيضًا إلى التكلفة التي تفرضها خطوط الشحن لتغطية إعادة تجهيز الحاوية بعد استخدامها من قبل التاجر ، ولكن يمكن أن تكون أيضًا رسوم خط الشحن للعملاء لعدم إعادة الحاوية في وقت معقول.

## النقل بالسكك الحديدية
في قانون التسليم على السكك الحديدية ، يتم فرض رسوم على احتجاز الشاحنات  (أو القاطرات ) ، إما إلى الشاحن لإيقاف العربة(محملة أم لا) ، أو إلى خط (خطوط) السكك الحديدية المتصلة عندما تكون العربة فارغة وتعود إلى المصدر (في كلتا الحالتين ، كوسيلة لتشجيع التفريغ السريع وعودة الفارغة منها لتحسين استخدام المخزن المتداول).

## الأعمال والبنوك
في الأعمال التجارية ، غرامات التأخير هي التأخر في تسليم المنتج عبر شاحنة التوصيل. [بحاجة لمصدر] عندما يحدث تأخير مع تسليم المنتج ، يمكن لطرف التسليم اختيار المطالبة بتأخير عدم وجود خطأ من خلال تقديم طلب رسوم غرامات التأخير. عادة ما يتم التفاوض المسبق على معايير التأخير المسموح به ، وشروط الدفع ، وشروط الدفع للتأخير ، ويتم قبولها من قبل المورد عبر العقد قبل إجراء الأعمال. يسمح بعض البائعين بوقت مجاني بدون تكلفة لمدة ساعة (ساعات) محدودة عند حدوث التأخير ، والبعض الآخر لا يسمح بوقت فراغ للتأخير. عادة ما تكون رسوم التأخير في الساعة. غير متوقعة حتى التسليم ، وفي بعض الأحيان يتم فوترة تكاليف التأخير بشكل منفصل عن تكلفة التسليم.
في الأعمال المصرفية ، يعد التأخير هو الأوقية التي يتكبدها بنك إنجلترا في تبادل العملات أو الأوراق النقدية مقابل السبائك. 
1. ↑  Maritime Knowhow website: GENCON Clause 7 نسخة محفوظة 2011-07-14 على موقع واي باك مشين. [وصلة مكسورة]
2. ↑  Maritime knowhow website: Notice of Readiness نسخة محفوظة 2011-07-14 على موقع واي باك مشين. [وصلة مكسورة]
3. ↑  Maritime knowhow website: Statement of facts, Time sheet نسخة محفوظة 2011-07-14 على موقع واي باك مشين. [وصلة مكسورة]
4. 1 2   واحدة أو أكثر من الجمل السابقة تتضمن نصاً من منشور أصبح الآن في الملكية العامة: Chisholm, Hugh, ed. (1911). "Demurrage". Encyclopædia Britannica (بالإنجليزية) (11th ed.). Cambridge University Press. Vol. 8. p. 17.

- Haugen Consulting LLC نسخة محفوظة 16 مايو 2021 على موقع واي باك مشين. - ما هو غرامات التأخير؟
- Demurrage-Calculation.com - كيفية حساب التأخير؟
- مجموعة متنوعة من معلومات واستراتيجيات التأخير
- صافي المعاملات - عملة قابلة للتحويل «خضراء» ، برنارد أ